# Nettlestead (Kent)
Pour les articles homonymes, voir Nettlestead.
Nettlestead est une paroisse civile et un village du Kent, en Angleterre.